# Heinz Hilgers (Politiker)
Heinz Hilgers (* 24. Juni 1948 in Dormagen) ist ein deutscher Politiker (SPD). Er war von 1985 bis 1994 Abgeordneter des Landtages von Nordrhein-Westfalen und von 1989 bis 1999 sowie von 2004 bis 2009 Bürgermeister der Stadt Dormagen. Von 1993 bis 2023 war er Präsident des Deutschen Kinderschutzbundes und ist seit 2023 dessen Ehrenpräsident.

## Leben
Heinz Hilgers ist Diplom-Verwaltungswirt (FH). Bis 1985 war er Leiter des Jugendamtes der Stadt Frechen. Seine Mitgliedschaft im Rat der Stadt Dormagen begann er 1975. Bis ins Jahr 1989 übernahm er den Vorsitz der SPD-Fraktion im Stadtrat. Von 1989 bis 1994 war Heinz Hilgers ehrenamtlicher Bürgermeister der Stadt, anschließend bis 1999 hauptamtlicher Bürgermeister. Von 1985 bis 1994 war er außerdem Mitglied des Landtages von Nordrhein-Westfalen. Von 2004 bis 2009 war er wieder hauptamtlicher Bürgermeister der Stadt Dormagen.
Heinz Hilgers ist verheiratet und Vater von drei Söhnen. Er lebt mit seiner Familie in Dormagen.

## Ehrungen und Auszeichnungen
- 2020 Verdienstkreuz 1. Klasse des Verdienstordens der Bundesrepublik Deutschland für sein langjähriges Engagement für Kinder.[3]
- 2015 Verdienstorden des Landes Nordrhein-Westfalen.
- 2009 Ehrenbürgerwürde der Stadt Dormagen verliehen.
- Ehrenmitglied des Rates der Stadt Toro, der Partnerstadt Dormagens, in Spanien.